# Eschynit
Aeshynit – minerał, jego nazwa pochodzi od greckiego aeschyne. Jest minerałem rzadkim.

## Cechy fizyczne
- Wzór chemiczny:
  - (Ce,Th,Ca)(Ti,Nb,Ta)2O6 – Eszynit-(Ce). Minerał został odkryty przez J.J.Berzeliusa (1828 r.)
  - (Nd, Ce, Ca, Th) (Ti, Nb) 2 – (O, OH) 6 – Eszynit-(Nd). Minerał został odkryty przez Z. Zang i in. (1982 r.)
  - (Y, ….) (Nb, Ti) 2O 6 – Eszynit-(Y). Dawniej znany jako taiyit = prioryt; minerał został odkryty przez A.A.Levisona (1966 r.)

- Układ krystalograficzny: rombowy
- kryształy: tabliczkowy do słupowego
- Barwa: brunatny do szaroczarnego (wrosły) lub żółty do brunatno-przeświecającego (narosły)
- Rysa: żółtobrunatna
- Połysk: smolisty, szklisty
- Twardość w skali Mohsa: 5-6
- Gęstość: 4,9-5,1 g/cm³
- Łupliwość: brak
- Przełam: muszlowy
- Minerały podobne: allanit i rutyl

## Występowanie
Występuje w pegmatytach granitowych i w żyłach typu alpejskiego, sjenitach nefelinowych i karbonatytach. Najczęściej współwystępuje z takimi minerałami jak: monacyt, ksenotym, anataz, brookit.
Miejsca występowania:
Kanada – Ontario (Quadevill), USA – Colorado (Trout Creek Pass), Madagaskar, Chiny, Mongolia, Rosja – Czelabińsk, Norwegia – Urstad, Hittero.